# Sabine Prokhoris
Sabine Prokhoris, née le 29 septembre 1957 à Athènes, est une philosophe et psychanalyste française.

## Biographie
Sabine Prokhoris fait ses études à l'École normale supérieure de Sèvres (promotion 1976). Elle est agrégée de philosophie et soutient une thèse intitulée « Le drame de Faust dans l’œuvre de Freud : travail de la citation et élaboration métapsychologique », sous la direction de Pierre Fédida, en 1985, à l'université Paris-Diderot.

## Activités de recherche et éditoriales
Dans La Cuisine de la sorcière, elle étudie la présence du couple Faust et Méphistophélès dans les textes de Freud, notamment L'Interprétation du rêve. Elle publie un ouvrage intitulé La Psychanalyse excentrée. Dans Le Sexe prescrit, elle interroge la différence des sexes. En 2017, elle publie Au bon plaisir des « docteurs graves », qui constitue une lecture critique des travaux de Judith Butler. Elle tient une chronique dans Libération jusqu’en juillet 2020,.

## Publications

### Ouvrages
- La Cuisine de la sorcière, Aubier, 1988, 196 p.  (ISBN 2-7007-2152-7)
- Le Sexe prescrit : la différence sexuelle en question, Aubier, 2000, 348 p.  (ISBN 9782080800381)
- La Psychanalyse excentrée, PUF, 2008, 224 p.  (ISBN 9782130571452)
- Fabriques de la danse, avec Simon Hecquet, PUF, 2007 224 p.  (ISBN 9782130555551)
- Le Fil d'Ulysse : retour sur Maguy Marin, Les Presses du réel, 2012, 388 p.  (ISBN 9782840664895)
- L'Insaisissable Histoire de la psychanalyse, PUF, 2014, 348 p.  (ISBN 9782130608479)[9],[10]
- Au bon plaisir des « docteurs graves », PUF, 2017 264 p.  (ISBN 978-2-13-078627-6)[11],[12]
- Déraison des raisons : les juges face aux nouvelles familles, préf. Élisabeth Badinter, 2018, 232 p.  (ISBN 978-2-13-080071-2)
- Le Mirage #MeToo. Réflexions à partir du cas français,  Le Cherche midi, 2021, 355 p.  (ISBN 978-2-7491-6846-3)
- Les Habits neufs du féminisme, Editions Intervalles, 2023,  96 p.  (ISBN 9782369563280)
- Qui a peur de Roman Polanski?, Le Cherche midi, 2024, 224 p.  (ISBN 9782749177816)

### Articles (choix)
- « Un événement inachevé : notes pour une histoire critique de la psychanalyse », Cliniques méditerranéennes, 2011/1 n° 83, p. 83-94,  [lire en ligne].
- « Eschyle sans visa », Le Coq-Héron, 2020/1 N° 240, p. 9-18, [lire en ligne].
- « Simone de Beauvoir, Judith Butler : des parallèles qui divergent »? Cahiers Sens public, 2020/2 n° 28, p. 81-109,  [lire en ligne].
- « Dévots de l’identité et authentique en toc À propos de La dictature des identités », Le Coq-Héron, 2020/2 N° 241, p. 10-20. [lire en ligne].